# Syspira tigrina
Espèce
Syspira tigrina est une espèce d'araignées aranéomorphes de la famille des Miturgidae.

## Distribution
Cette espèce se rencontre aux États-Unis et au Mexique.

## Description
La femelle holotype mesure 11 mm.

## Publication originale
- Simon, 1895 : Descriptions de quelques arachnides de Basse-Californie faisant partie des collections du Dr Geo. Marx. Bulletin de la Société Zoologique de France, vol. 20, p. 134-137 (texte intégral).